# Justinus Darmojuwono
Justinus Darmojuwono, indonezijski rimskokatoliški duhovnik, škof in kardinal, * 2. november 1914, Godeon, † 3. februar 1994.

## Življenjepis
25. maja 1947 je prejel duhovniško posvečenje.
10. decembra 1963 je postal nadškof Semaranga in 6. aprila 1964 je prejel škofovsko posvečenje. 8. julija istega leta je postal še vojaški škof Indonezije.
26. junija 1967 je bil povzdignjen v kardinala in imenovan za kardinal-duhovnika SS. Nome di Gesù e Maria in Via Lata.
Leta 1981 se je upokojil.